# كهنك لدي
كهنك لدي (بالفارسية: کهنک لدی) هي قرية تقع في قسم دلغان الريفي (مقاطعة دلغان) في إيران. يقدر عدد سكانها بـ 1501 نسمة بحسب إحصاء 2016.